# Sinonyx jiashanensis
Sinonyx jiashanensis — вимерлий представник мезоніхій, групи палеогенових копитних, відомих з Північної Америки та Центральної Азії. Sinonyx один з найдревніших представників цієї групи, вважається можливим предком китоподібних, мешкав у палеоцені, 56 млн років тому. Скам'янілі рештки виду були знайдені у китайській провінції Аньхой.

## Опис

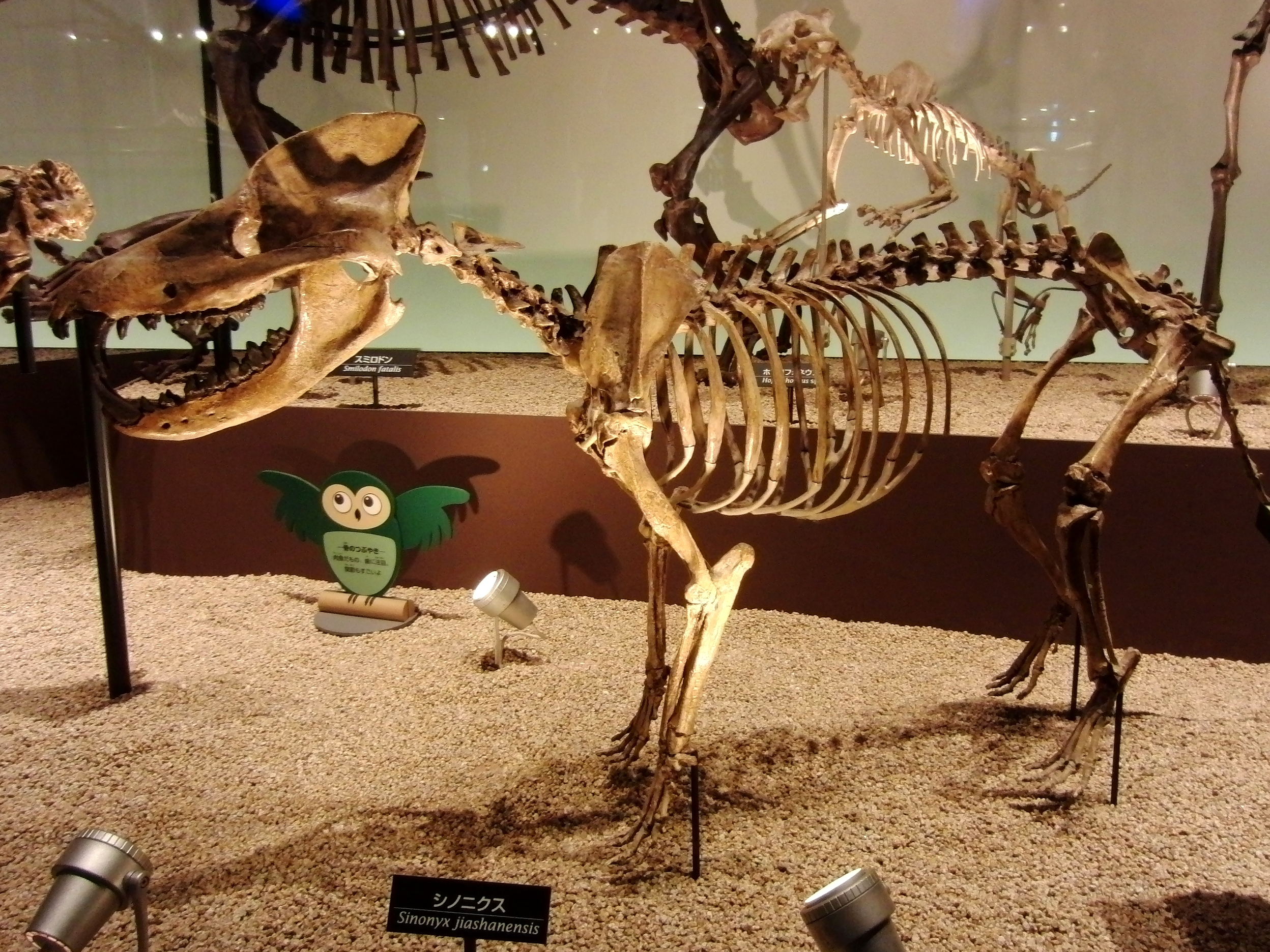
Скелет у Національному музеї природи та науки у Токіо, Японія

Він був наземним хижаком собакоподібного вигляду і досягав розмірів великого вовка: близько 1,3 м завдовжки і 50 кг вагою. Подовжені щелепи були озброєні численними гострими зубами, причому високі передкорінні зуби і задні різці виконували функцію додаткових іклів, допомагаючи утримувати здобич. Недовгі ноги по своїй анатомії були схожі з ногами примітивних копитних, а пальці закінчувалися короткими і тупими копитоподобнимі кігтями. Бігав Sinonyx погано і, швидше за все, нападав із засідки на повільних великих тварин або живився падлом.